# Suzan Ball
Suzan Ball (Jamestown, 3 de fevereiro de 1934 - Beverly Hills, 5 de agosto de 1955) foi uma atriz estadunidense. Ela era prima em segundo grau da comediante Lucille Ball.

## Biografia
Nascida em 2 de fevereiro de 1934, Suzan mudou-se com a família para Hollywood em 1941. Ainda adolescente, entrou para o coro da orquestra de Mel Baker. Em 1952 conseguiu fazer uma pequena participação no technicolor O Gênio da Lâmpada. Não era um papel creditado, mas foi a oportunidade que necessitava para chamar a atenção dos produtores da Universal que lhe propuseram um contrato. Chamava a atenção do público a beleza da jovem que chegou a ser chamada de a “Nova Cinderela de 1952”.
Suzan foi proclamado uma das mais importantes estrelas de 1953 por Hedda Hopper, mas foi nesse momento que sua vida começou a mudar de forma drástica. Durante as filmagens de Ao Sul de Sumatra (1953), sofreu uma lesão na perna direita enquanto realizava um número de dança. Alguns meses depois, durante a promoção do filme, sofreria outro acidente, desta vez de carro, lesionando o joelho. Pouco tempo depois, era informada sobre tumores na perna. Mais tarde, nesse mesmo ano, escorregou na cozinha de sua casa e quebrou a perna. Levada para o hospital, veio um diagnóstico, ela teria que fazer uma operação para retirada dos tumores, mas caso não tivesse sucesso, teria que amputar a perna.
Suzan permanecia sob contrato, e chegou a participar de O Grande Guerreiro (1955), atuando ao lado de Victor Mature. Este foi seu último filme. 

## Vida pessoal
Suzan manteve um romance com o ator Anthony Quinn que durou um ano, mas logo ela iniciou um namoro com o ator Ricahrd Long, eles se casaram em 11 de abril de 1954.

## Morte
Suzan Ball faleceu de cancer em 5 de agosto de 1955, seis meses após completar 21 anos.

## Filmografia
- O Grande Guerreiro (1955)
- Lux Video Theatre (1954)
- A Grande Audácia (1953)
- Ao Sul de Sumatra  (1953)
- Cidade Submersa (1953)
- O Capitão Pirata (1952)
- Homens em Revolta (1952)
- O Mundo em Seus Braços (1952)
- O Gênio da Lâmpada (1952)